# Todiramphus diops
El alción moluqueño (Todiramphus diops) es una especie de ave coraciforme de la familia Halcyonidae endémica de las islas Molucas septentrionales. Sus hábitats naturales son las selvas y los manglares.